# Kidnappningarna i Cleveland

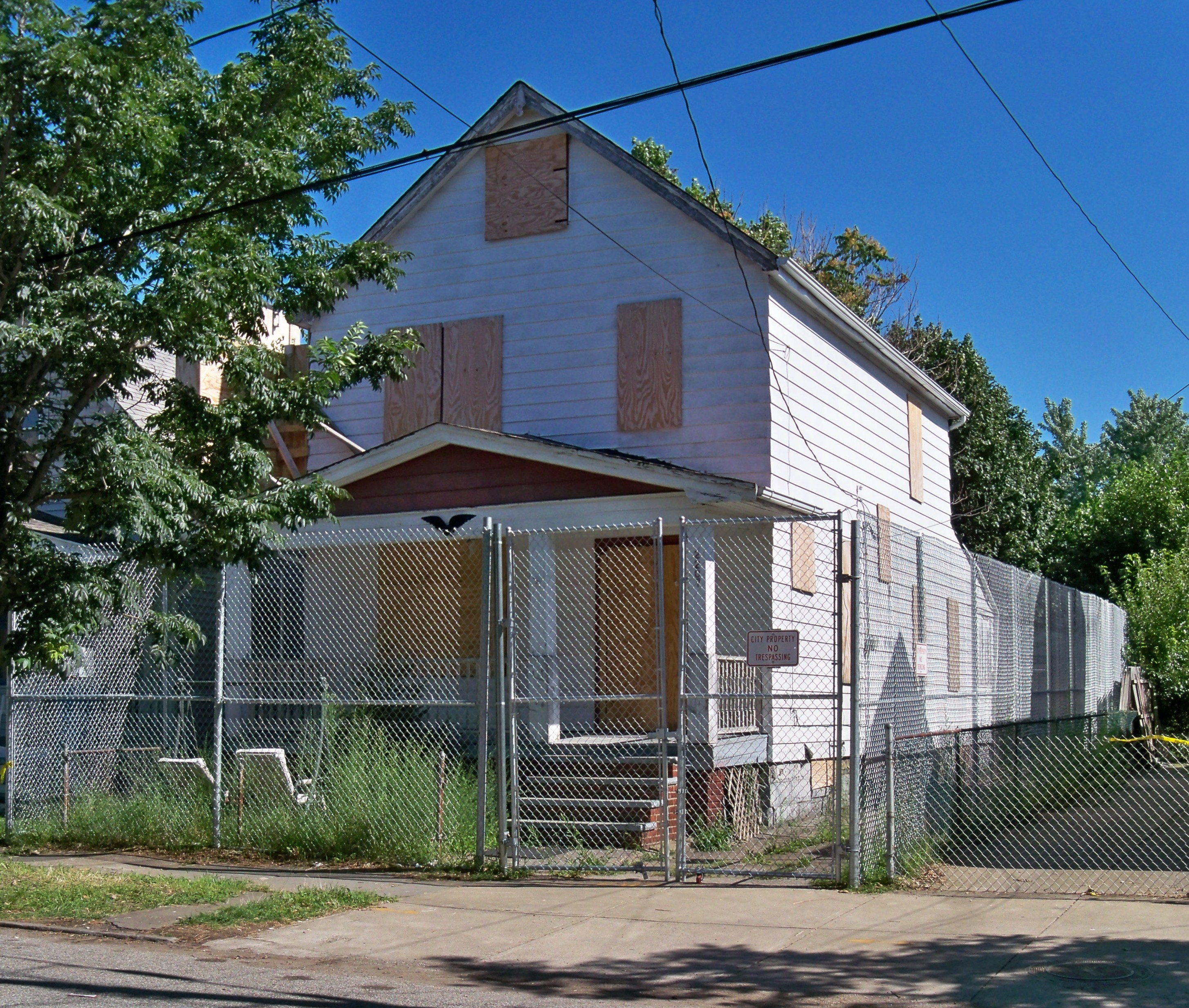
Ariel Castros hus på 2207 Seymour Avenue i Cleveland där Michelle Knight, Amanda Berry och Georgina DeJesus hölls fågna mellan 2002 och 2013. Huset revs 2014.

Kidnappningarna i Cleveland var ett uppmärksammat amerikanskt kriminalfall i Cleveland, Ohio där en man vid namn Ariel Castro kidnappade tre unga kvinnor vid namn Michelle Knight, Amanda Berry och Georgina DeJesus mellan 2002 och 2004 och höll dem fångna i sitt hus på 2207 Seymour Avenue. Händelserna uppdagades den 6 maj 2013 efter att Amanda Berry lyckats rymma ur fångenskapen och larma polis. Då hade de tre kvinnorna levt i fångenskap i huset i omkring 10 år. Under den tiden hade Castro dagligen utsatt dem för grov fysisk och psykisk misshandel och för grova sexuella övergrepp. Ariel Castro dömdes till livstids fängelse samt ytterligare 1000 år i fängelse. Han begick självmord i sin cell bara 1 månad efter att ha dömts.

## Förövaren
Ariel Castro föddes på Puerto Rico den 10 juli 1960 men flyttade som barn till USA tillsammans med sin mamma och tre av sina syskon. De flyttade först till Reading, Pennsylvania men slog sig senare ner i Cleveland, Ohio. Enligt egen utsago blev han sexuellt utnyttjad som barn. I slutet av 80-talet gifte han sig med en kvinna vid namn Grimilda Figueroa och tillsammans fick de 4 barn. 1992 flyttade familjen in i huset på 2207 Seymour Avenue. Äktenskapet var våldsamt och Castro misshandlade ofta sin hustru. 1993 greps Castro efter att ha misshandlat Grimilda, detta ledde dock inte till något åtal. Äktenskapet slutade i skilsmässa 1996 och i samband med detta gavs Grimilda ensam vårdnad om parets barn. Efter detta bodde Castro ensam kvar i huset och hade därefter endast sporadisk kontakt med hans och Grimildas gemensamma barn. Castro fortsatte dock att hota och misshandla sin ex-hustru vid ett antal tillfällen under flera år efter skilsmässan. Grimilda avled 2012 av en hjärntumör orsakad av en blodpropp, blodproppen var ett resultat av en skallskada som hon ådragit sig efter att Castro misshandlat henne.
Castro beskrevs senare av släkt och grannar som väl omtyckt i grannskapet men samtidigt uppfattades han som lite udda och som något av en enstöring som sällan eller aldrig släppte in någon i sitt hus. Under större delen av sitt vuxna liv arbetade han som skolbusschaufför och på fritiden spelade han basgitarr i ett lokalt salsaband. En kort tid innan han greps hade han dock fått sparken från sitt arbete på grund av flera försummelser och vid tiden för gripandet var Castro arbetslös och hotades med vräkning från sitt hus på grund av att han inte betalat fastighetsskatt på flera år.

## Kidnappningarna

### Michelle Knight
Den 22 augusti 2002 kidnappade Ariel Castro 21-åriga Michelle Knight. Hon var på väg till familjerätten för att delta i förhandlingar för vårdnaden om sin 4-årige son, som hade blivit fosterhemsplacerad kort dessförinnan. Castro stötte på Michelle när hon var på väg till familjerätten och erbjöd sig att ge henne skjuts, Michelle var vän med en av Castros döttrar och var därför ytligt bekant med honom, men istället förde han henne till sitt hus där han kedjade fast henne vid en vägg. Därefter utsatte han henne för återkommande våldtäkter och misshandlade henne vid upprepade tillfällen. Michelle uppgav senare att hon blev gravid 5 gånger under sin tid i fångenskap hos Castro, samtliga gånger slutade i missfall sedan Castro misshandlat henne.
Michelle Knight anmäldes försvunnen av sin mamma, men detta genererade inte i någon större polisinsats. Detta berodde dels på att Michelle var myndig men också på att polisen trodde att hon höll sig borta frivilligt eftersom hon hade rymt hemifrån tidigare.

### Amanda Berry
Den 21 april 2003, dagen innan hennes 17-årsdag, kidnappade Ariel Castro 16-åriga Amanda Berry. Hon var på väg hem från en Burger Kingrestaurang där hon arbetade extra. Sista livstecknet från henne var när hon ringde till sin syster och uppgav att hon skulle få skjuts hem från jobbet. Även Amanda Berry kände en av Castros döttrar så precis som Michelle Knight var hon bekant med honom genom detta och därför tackade hon ja till hans erbjudande om skjuts hem. Då Amanda Berry var minderårig kopplades FBI in i utredningen. Inledningsvis trodde man att hon hade rymt hemifrån, men en vecka efter försvinnandet fick Amandas mamma ett telefonsamtal från Amandas mobiltelefon där en mansröst, som senare visade sig vara Ariel Castro, uppgav att han hade Amanda hos sig och att hon nu var hans fru. Efter började man utreda fallet som en kidnappning.
Under sin tid i fångenskap hos Castro blev även Amanda gravid. Till skillnad från Michelle tilläts hon dock behålla barnet och den 25 december 2006 födde hon en dotter i huset på Seymour Avenue. Michelle Knight assisterade henne under förlossningen, som skedde i en uppblåsbar barnpool i ett rum på husets övervåning.
Amanda Berrys försvinnande fick mycket stor uppmärksamhet i media och togs upp i tv-programmet America's Most Wanted 2004, 2005, och 2006. Fallet omtalades även i talkshowprogram som The Oprah Winfrey Show och The Montel Williams Show. Amandas mamma Louwana Miller gästade det sistnämnda 2004, i programmet medverkade även ett påstått medium vid namn Sylvia Browne, som då uppgav att Amanda var död. Louwana Miller avled 2006.

### Gina DeJesus

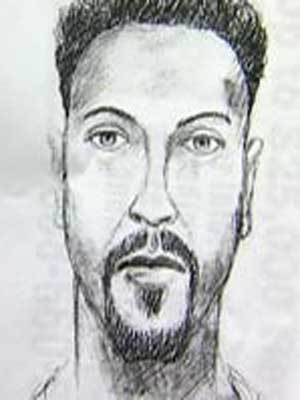
Fantombild framtagen 2004 av FBI föreställande den person som misstänktes ha fört bort Gina DeJesus.

Den 2 april 2004 kidnappade Ariel Castro 14-åriga Georgina "Gina" DeJesus när hon var på väg hem från skolan. Precis som vid de tidigare fallen hade han erbjudit henne skjuts i sin bil. Även Gina var vän med en av Ariel Castros döttrar (de båda familjerna umgicks regelbundet) och det var även denna dotter som gjorde den sista iakttagelsen av Gina DeJesus vid en telefonkiosk väldigt nära den plats där Amanda Berry sågs för sista gången. Ariel Castro uppgav senare i polisförhör att han inte kände till att Gina var vän med en av hans döttrar när han kidnappade henne. Ariel Castro deltog även i en sökinsats efter Gina DeJesus.
Även Ginas försvinnande fick mycket stor uppmärksamhet i media och det spekulerades att det kunde vara samma gärningsman som låg bakom Amanda Berrys försvinnande. Även Gina DeJesus försvinnande togs upp i programmet America's Most Wanted 2005 och 2006. Även där gjordes kopplingen till Amanda Berry. I juni 2004 intervjuade Ariel Castros son, som vid tidpunkten studerade till journalist, Ginas mamma om dotterns försvinnande. 2004 gick FBI ut med en fantombild som påstods föreställa den person som misstänktes ha kidnappat Gina DeJesus. Fantombilden var baserad på vittnesuppgifter i samband med att Gina DeJesus försvann och visade sig inte stämma väl överens med Ariel Castros utseende.

## Gripande och rättegång

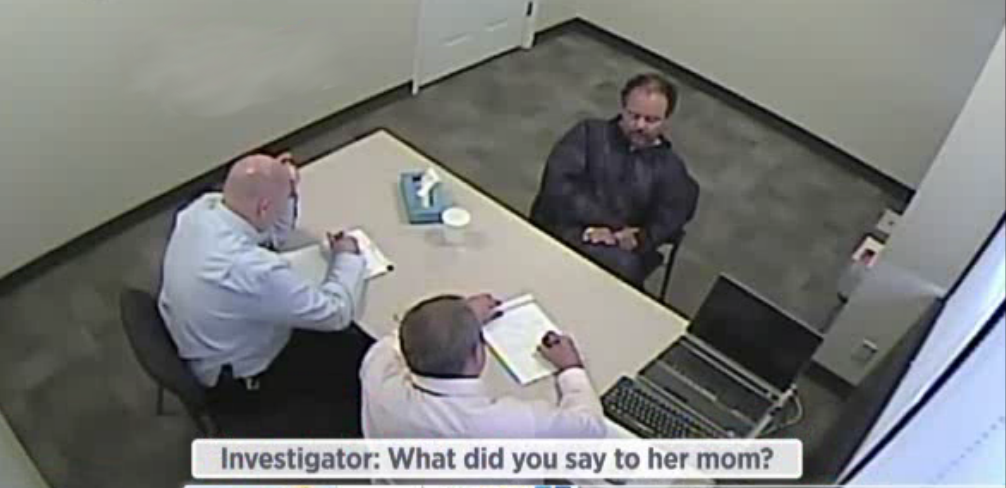
Bild från FBI:s förhör med Ariel Castro efter gripandet.

Den 6 maj 2013 lyckades Amanda Berry ta sig ut ur huset sedan Castro åkt iväg på ett ärende och inte låst ytterdörren ordentligt. Amanda Berry lyckades påkalla uppmärksamhet från några grannar som hjälpte henne att ta sig ut ur huset tillsammans med sin nu 6-åriga dotter. En granne hjälpte henne att ringa efter polis. När polisen kom till platsen och genomsökte huset fann man även Michelle Knight och Gina De Jesus inlåsta i ett rum på husets övervåning. Ariel Castro greps kort därefter. Även två av hans bröder greps, men släpptes snart när det konstaterades att de inte hade med saken att göra.
Fallet fick mycket stor uppmärksamhet i media, både nationellt och internationellt.
Ariel Castro erkände sig skyldig till totalt 937 olika brott, bland annat ett flertal fall av kidnappning, våldtäkt, misshandel, framkallande av fara för minderårig m.m. och dömdes den 1 augusti 2013 till Livstids fängelse utan möjlighet till villkorlig frigivning samt ytterligare 1000 års fängelse utöver livstidsdomen. Domen överklagades inte. Ariel Castro begick självmord genom att hänga sig i sin cell den 3 september 2013. Han blev 53 år gammal.

## I populärkultur
2015 gav Michelle Knight ut en självbiografisk bok med titeln Finding Me: A Decade of Darkness, a Life Reclaimed: A Memoir of the Cleveland Kidnappings där hon skildrar sin uppväxt, sina dryga 11 år i fångenskap hos Ariel Castro samt tiden efter att hon befriats. Boken gavs ut i svensk översättning 2016 med titeln Elva år i fångenskap: kidnappad, inlåst och bortglömd.
Kidnappningarna i Cleveland skildras i filmen Cleveland Abduction från 2015. Filmen bygger till stor del på Michelle Knights ovan nämnda bok. I filmen spelas Michelle Knight av Taryn Manning och Ariel Castro spelas av Raymond Cruz. Amanda Berry spelas av Samantha Droke och Gina DeJesus spelas av Katie Sarife.